# 전미 비평가 위원회

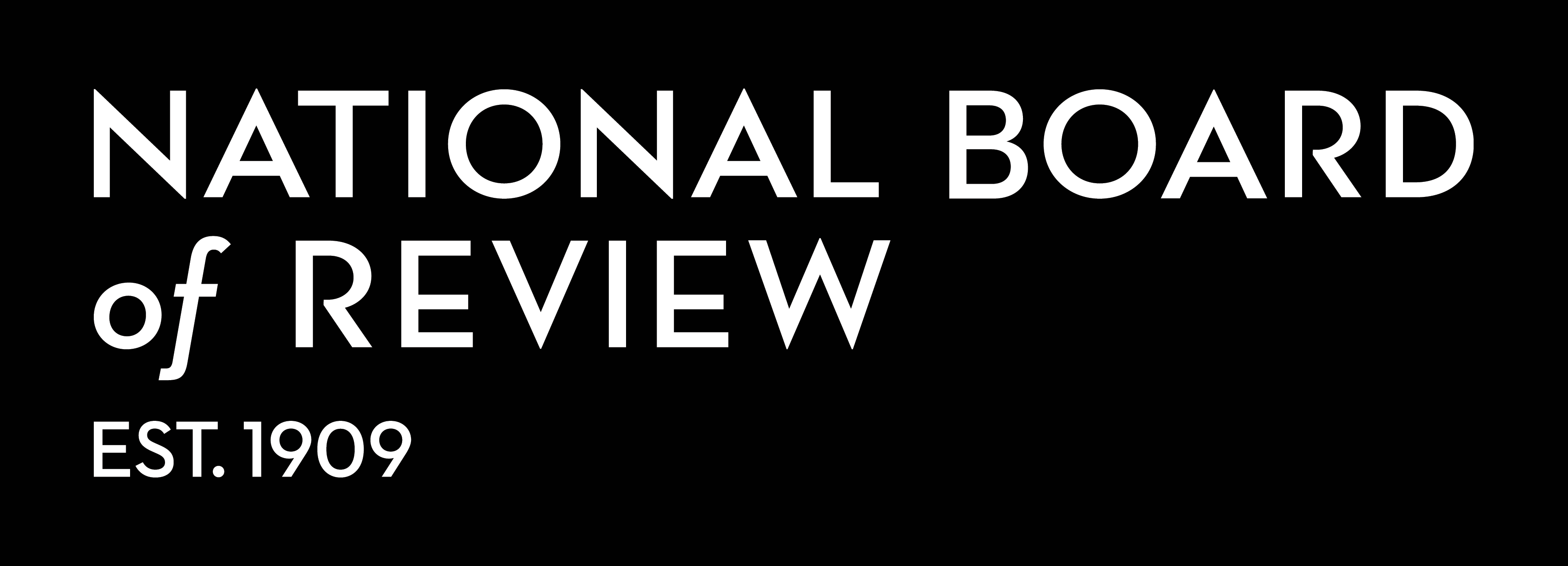

전미 비평가 위원회(National Board of Review of Motion Pictures)는 미국의 비영리 단체로, 내셔널 보드 오브 리뷰상 (National Board of Review Awards)을 수여하는 것으로 알려져 있다. 1909년 1월에 설립되었다. 영화의 보급 촉진에 관한 활동을 실시하는 각종 단체로는 현존하는 세계에서 가장 오래된 단체이다.